# Médaille du roi Albert

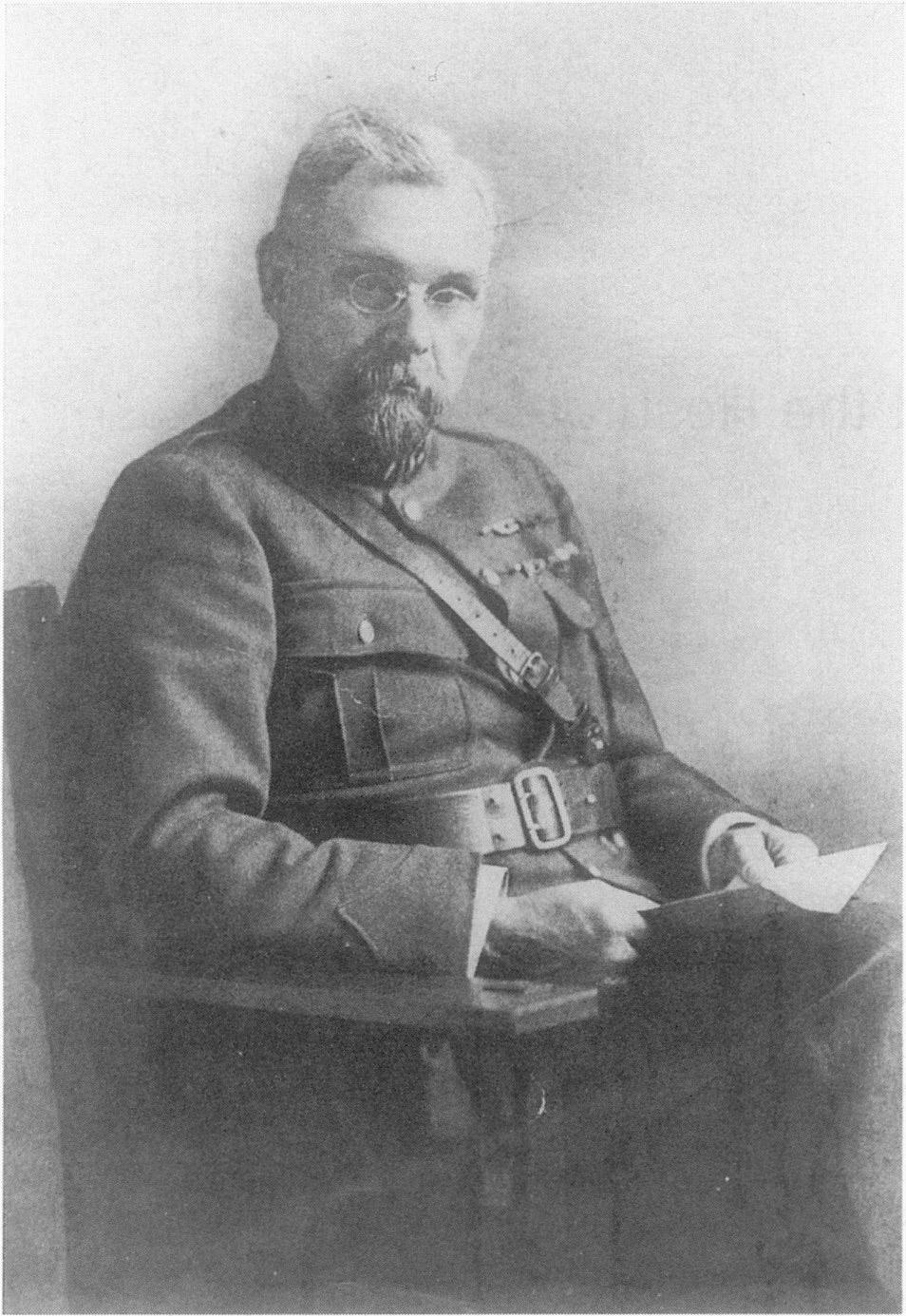
Major-général le docteur Antoine Depage, un récipiendaire de la médaille du roi Albert

La médaille du roi Albert (néerlandais : Koning Albert Medaille) était une décoration humanitaire créée par arrêté royal le 7 avril 1919 et décernée par la Belgique à ses citoyens et aux ressortissants étrangers qui se démontrèrent exceptionnellement méritants dans leur promotion, organisation ou administration d'aide humanitaire et d'œuvres de bienfaisance destinés aux belges dans le besoin, victimes de la Première Guerre mondiale.

## Insigne
La médaille du roi Albert était une médaille circulaire de 35 mm de diamètre frappée de bronze.  Son avers portait un médaillon central d'un diamètre de 25 mm avec à son centre, le profil gauche en relief du roi Albert 1er entouré de l'inscription circulaire « ALBERT ROI DES BELGES » (néerlandais : « ALBERT KONING DER BELGEN ») entouré d'une couronne de lauriers d'une largeur de 5 mm sur la circonférence complète de la médaille.  Au revers, l'inscription en relief sur quatre lignes « EN TEMOIGNAGE DE RECONNAISSANCE NATIONALE » (néerlandais : « ALS BLIJK VAN'S LANDS ERKENTELIJKHEID ») avec tout au bas, les millésimes « 1914 - 1918 ».  Les inscriptions étaient en français pour une médaille destinée à un récipiendaire francophone ou en néerlandais pour un récipiendaire néerlandophone.
La médaille du roi Albert était suspendue par un anneau à un ruban rouge foncé de soie moirée d'une largeur de 38 mm avec une bande longitudinale centrale tricolore de 3 mm aux couleurs nationales belges (1 mm rouge, 1 mm jaune, 1 mm noir).  Le ruban portait deux bandes tricolores équidistantes du centre si le récipiendaire s'était distingué dans le réapprovisionnement clandestin de la Belgique occupée].

## Récipiendaires  illustres (liste partielle)
- Major-général médecin Antoine Depage
- Major-général baron Edouard Empain
- Major-général de cavalerie baron Louis de Moor
- Lieutenant-général médecin Paul Derache
- Lieutenant-général médecin Edmond Durré
- Comte Gaston Errembault de Dudzeele
- Comte Edmond Carton de Wiart
- Edmond Rubbens
- René Gérard
- Edmond Ronse
- Comte Pierre de Liedekerke de Pailhe
- Vicomte Paul van Iseghem
- Prof. dr. Jules De Nobele

## Sources
- Quinot H., 1950, Recueil illustré des décorations belges et congolaises, 4e Édition. (Hasselt)
- Cornet R., 1982, Recueil des dispositions légales et réglementaires régissant les ordres nationaux belges. 2e Édition. N.pl., (Bruxelles)
- Borné A.C., 1985, Distinctions honorifiques de la Belgique, 1830-1985 (Bruxelles)